# Puszczew
Puszczew (niem. Heilmannswalde) – wieś w Polsce położona w województwie śląskim, w powiecie kłobuckim, w gminie Wręczyca Wielka.

## Historia
Wieś Puszczew powstała na przełomie XVIII i XIX wieku, została założona wraz z pobliskimi Węglowicami, przez mieszanych wyznaniowo osadników niemieckich.
Po 1945 roku na terenie miejscowości działał oddział „Warszawa” Konspiracyjnego Wojska Polskiego. 20 XI 1946 r., oddziały Korpusu Bezpieczeństwa Wewnętrznego przeprowadziły w miejscowości obławę, w wyniku której komuniści pojmali 5 żołnierzy KWP. W Puszczewie od 1973 roku znajduje się siedziba Ochotniczej Straży Pożarnej w Węglowicach. W latach 1975–1998 miejscowość administracyjnie należała do województwa częstochowskiego.